# 에레우니아스과
에레우니아스과(Ereuniidae)는 페르카목에 속하는 조기어류과의 하나이다. 쏨뱅이목으로 분류하기도 한다. 일본 연안의 심해에서 발견된다. 가슴지느러미의 4개 지느러미 가시가 가늘고 길며 자유롭다. 2개 속에 3종으로 이루어져 있다.

## 하위 속
- 에레우니아스속 (Ereunias) Jordan & Snyder, 1901
  - E. grallator Jordan & Snyder, 1901
- Marukawichthys Sakamoto, 1931
  - M. ambulator Sakamoto, 1931
  - M. pacificus Yabe, 1983